# Джакомо Джойс
«Джакомо Джойс» (англ. Giacomo Joyce) — психолого-автобиографическое эссе известного ирландского писателя Джеймса Джойса, написанное в 1914 году и состоит из 16-ти страниц в произвольной форме; произведение считается одним из лучших образцов малой модернистской прозы. Опубликован посмертно в 1968 году.
Джеймс Джойс. Джакомо Джойс. — 1914(написано), 1968(опубликовано). — ISBN ..

## Сюжет
Реальной основой сюжета была пережитая писателем влюбленность в Амалию Поппер, его ученицу. Фрагменты, из которых состоит эссе, фиксируют отдельные мгновения этих любовных взаимоотношений.